# Дражен Петрович
Дражен Петрович е югославски хърватски баскетболист, гард. Смятан за един от най-добрите европейски играчи в историята на баскетбола. Известен с изявите си за „Ню Джърси Нетс“ в НБА и югославския национален отбор. Загива в автомобилна катастрофа на 7 юни 1993 г. След смъртта му, Нетс изваждат номер 3 от употреба в негова чест.

## Клубна кариера
Още а 15 години Петрович е част от първия тим на КК Шибенка. Достига финал на турнира Корач Къп, където „Шибенка“ губи от френския „Лимонж“. През 1983, „Шибенка“ печели първенството на Югославия, но по-късно титлата им е отнета. След като отбива военната си служба, Петрович преминава в КК Цибона (Загреб). Гардът успява да стане една от големите звезди на отбора. Печели титлата и купата на Югославия. През 1985 печели и Евролигата след победа над „Реал Мадрид“. Във финалния мач Петрович отбелязва 36 точки. На 10 октомври 1985 Дражен отбелязва цели 112 точки в мач срещу KK Олимпия (Любляна). На следващата година „Цибона“ защитава европейската си титла след победа над БК Жалгирис. Петрович често отбелязва 40, 50 дори и 60 точки в мачовете. През 1986 е изтеглен в драфта на НБА от „Портланд Трейл Блейзърс“, но въпреки това не заминава в САЩ.
През 1988 преминава в „Реал Мадрид“ за 4 млн. долара. Въпреки че играе само един сезон там, Дражен е рекордьор на лигата по най-много отбелязани точки във финален мач (42) и най-много отбелязани тройки във финален мач (8). През 1989 преминава в „Портланд Трейл Блейзърс“. В дебютния си сезон в НБА играе много рядко, записвайки само по 12 минути средно на мач, за които отблелязва по 7,4 точки. В следващия сезон получава много по-малко игрово време. На 23 януари 1991 преминава в „Ню Джърси Нетс“. Там гардът се утвърждава като лидер на отбора и помага на „мрежите“ да достигнат плейофната фаза за първи път след 1986 г. Отбелязва по 20,6 точки на мач за 36 минути игрово време. Избран е и за МВП на отбора за сезон 1991/92. Петрович се утвърждава като един от най-добрите гардове в асоциацията като през сезон 1992/93 подобрява резултатността си до 21,2 точки средно на мач, изигравайки 70 срещи. Въпреки че е избран в третия най-добър отбор за сезона, не е поканен за Мача на звездите.

## Национален отбор
Дебютира за националния отбор на Югославия на Олимпийските игри през 1984, където отборът печели бронз. През 1986 Югославия завършва на трето място на световното първенство в Испания, но Петрович е избран за МВП на турнира. През 1988 печели сребърен олимпийски медал в Сеул, а през 1989 става европейски шампион. Година по-късно в Аржентина, Югославия става и световен шампион. След разпадането на Югославия, Петрович играе за Хърватия. На олимпиадата в Барселона през 1992 хърватите достигат финала, където губят от „дрийм тима“ на САЩ със 117 – 85, а Дражен се отличава с 24 точки. На 31 май 1993 отбелязва 48 точки срещу отбора на Естония. Общо за Хърватия изиграва 40 мача, в които отбелязва 1002 точки.